# Épagne-Épagnette
 Épagne-Épagnette  es una población y comuna francesa, en la región de Picardía, departamento de Somme, en el distrito de Abbeville y cantón de Abbeville-Sud.

## Demografía
| 412 | 441 | 469 | 408 | 581 | 552 |
| Para los censos de 1962 a 1999 la población legal corresponde a la población sin duplicidades (Fuente: INSEE [Consultar]) |     |     |     |     |     |